# Forever Love (песня X Japan)
«Forever Love» — песня японской метал-группы X Japan, выпущенная в качестве сингла 8 июля 1996 года.

## О песне
Акустическая версия песни позже вошла в альбом Dahlia. Сингл несколько раз переиздавался. 18 декабря 1997 года, после объявления о скором распаде группы, была издана новая версия песни вместе с концертной версией «Longing», записанной на концерте The Last Live, на стороне «Б». Оригинальный сингл был переиздан 22 июля 1998 года, после смерти Хидэ. 11 июля 2001 года вышел сингл, включающий все предыдущие версии, кроме караоке-версии.
Вокалист рок-группы Megamasso Индзарги исполнил «Forever Love» для его кавер-альбома Visualist ~Precious Hits of V-Rock Cover Song~ (2012). Дэт-метал-группа Gyze включила кавер-версию песни в японское издание альбома Asian Chaos (2019). Метал-группа Mary’s Blood исполнила песню для кавер-альбома Re>Animator (2020).
В 1996 году «Forever Love» вошла в саундтрек анимационного фильма X режиссёра Сигэюки Хаяси. В 2001 году песня использовалась как фоновая музыка в нескольких агитационных роликах японской Либерально-демократической партии. Член партии Дзюнъитиро Коидзуми, бывший на тот момент премьер-министром страны, выражал признание музыке X Japan.
В 2019 году мэрия города Татеяма префектуры Тиба, где родились Тоси и Ёсики, решила сделать «Forever Love» сигналом отправления поездов на станции Татеяма.

## Коммерческий успех
Сингл занял 1-е место в чарте Oricon и пребывал в нём 15 недель. В 1996 году его продажи составили 509 920 копий, таким образом он стал 47-м самым продаваемым синглом года и получил платиновую сертификацию Японской ассоциации звукозаписывающих компаний. Издание 1997 года достигло 13-го места и находилось в чарте 11 недель. Издания 1998 и 2001 годов заняли соответственно 18-е и 19-е места и оба пребывали в чарте 4 недели.

## Список композиций
Автор всех композиций — Ёсики.
| №  | Название                        | Длительность |
| -- | ------------------------------- | ------------ |
| 1. | «Forever Love»                  | 8:41         |
| 2. | «Forever Love» (караоке-версия) | 8:38         |

| №  | Название                      | Длительность |
| -- | ----------------------------- | ------------ |
| 1. | «Forever Love» (новая версия) | 8:31         |
| 2. | «Longing» (концертная версия) | 7:56         |

| №  | Название                             | Длительность |
| -- | ------------------------------------ | ------------ |
| 1. | «Forever Love»                       | 8:41         |
| 2. | «Forever Love» (концертная версия)   | 8:06         |
| 3. | «Forever Love» (акустическая версия) | 7:55         |
| 4. | «Forever Love» (новая версия)        | 8:31         |

## Участники записи
- Тоси — вокал
- Пата — гитара
- Хидэ — гитара
- Хит — бас-гитара
- Ёсики — ударные, клавишные